# 스포츠 의학
스포츠 의학(영어: Sports medicine)은 스포츠 선수의 신체 능력의 강화, 좋은 성적을 내기 위한 신체의 사용법, 재활 치료 등을 취급하는 종합적인 전문 의학 분야이다. 스포츠 의학은 선수 본인을 중심으로 내과 의사, 외과 의사, 물리 치료사, 코치 등이 팀을 구성하고있다.

## 정의
일반적으로 스포츠의학은 전문 운동선수의 경기력을 향상시키며, 경기 중이나 훈련 중에 발생한 손상 치료 및 재활 그리고 예방과 같이 선수를 관리하고 연구하는 스포츠 전문 의학 분야라고 알려져 있다. 하지만 최근에는 스포츠 관련 외상의 치료와 예방은 물론이고 일반인을 위한 올바른 운동 방법, 만성 질환자의 치료를 위한 운동법까지도 다루고 있다. 뿐만 아니라 스포츠를 즐기고, 삶의 질을 향상시키며 노화나 질병, 그리고 외상 등으로 인해 저하된 신체능력을 회 복시켜 일상생활을 무리 없이 수행할 수 있도록 체력을 증진 시키는 것과 같은 광범위한 분야까지도 포함하고 있는 의학 적 학문의 집합체라고 할 수가 있다. 이처럼 다양한 분야 들이 있지만 현대적인 개념을 기초로 크게 분류 한다면 다음 과 같은 세가지 영역으로 분류할 수 있을 것이다. 첫째, 스포 츠 손상의 의학적 관리, 둘째, 성인병의 운동을 통한 치료적 관리, 셋째, 만성 퇴행성 질환의 예방이 그것이다.

## 스포츠 의학의 역사
스포츠의학의 원조라고 할 수 있는 사람은 고대 로마 시대의 의사이자 해부학자인 클라우디오스 갈레노스이다. 그는 소아시아의 페르가몬에서 태어나 200년 사망할 때까지 해부학과 생리학 등에 수많은 의학적 공헌을 남겼다. 또한 당시 전사들의 주치의로 임명되어 스포츠 외상의 처치법을 개발하고 건강관리를 하여 현대 스포츠에 존재하는 팀닥터의 시조라고 할 수 있다. 19세기 후반부터는 과학문명이 급속도로 발달함에 따라 스포츠의학도 이러한 과학적 발판 위에서 연구되기 시작하였고, 특히 근육의 생리학적 연가 활발해졌다. 1910년에는 지그프리드 바이스바인이 베를린에서 『스포츠 위생』이라는 책을 발간하였는데 이것이 과학적 스포츠 의학의 탄생으로 받아들여지고 있다.
또한 제1차 세계대전 후에는 스포츠의 의학적 연구가 세계 각지에서 본격적인 활동을 개시하였다. 1928년에는 스위스 남동부의 스키장인 장크트 모리츠에서 개최된 제2회 올림픽 동계대회를 계기로 국제스포츠의학연맹(FIMS: fédération internationalede medicin sportive)이 결성되었으며, 같은 해에 암스테르담 올림픽대회에서 제1회 국제스포츠의학회가 개최되어 이때부터 스포츠의학의 연구는 국제적 규모로 변모하였고, 이 시기가 현대 스포츠의학연구의 시발점이라고도 할 수 있다.

## 스포츠 의학의 미래
생활수준의 향상과 주 5일제에 따른 여가시간의 증가와 더불어 의학기술이 발달됨에 따라 평균수명 연장 그리고 삶 의 질을 향상시키기 위한 방법 등에 있어서 운동은 빠질 수 없는 조건이기 때문에 미래의 스포츠의학이 건강산업의 주 도적인 자리를 차지할 것이라는 것은 쉽게 예상할 수 있다. 이처럼 스포츠의학이 운동선수뿐만 아니라 스포츠를 즐기는 대중으로 시야를 넓히게 된 현 시점에서 그 관심은 재활 치료를 넘어 지역사회의 건강사업 등과 관련한 예방의학적 역할에 점점 더 비중이 커지며 집중될 것이다. 즉, 각종 성인 병과 만성퇴행성 질환의 조절과 관리뿐만 아니라 운동을 통 해 미리 질병을 예방하는 일, 그리고 현재의 건강을 유지하 고 보다 증진하는 일 등이 스포츠의학의 주요 관심사로 대두 될 것이다.

## 주요 용어
웨이트트레이닝(weight training)
근육 발달을 통해 강한 체력을 기르기 위한 저항 훈련을 말한다. 자기 체중을 이용하여 하는 운동을 비롯하여 익스팬더, 아령, 바벨 또는 모래주머니처럼 간단하게 만들 수 있는 중량물 등 스프링이나 중량으로 저항 부하(負荷)를 걸어서 하는 훈련방법을 가리킨다.
트림운동(trimm aktion)
건강증진과 체력저하를 방지하기 위해서 가볍게 달리기·수영 등 간단한 스포츠를 지속적으로 하는 운동을 말한다. 트림이란 본래 신체의 균형을 잡는다는 뜻의 노르웨이어인데, 전화(轉化)하여 ‘신체의 균형을 잡는다’, ‘신체를 단련한다’는 뜻으로 사용된다.
운동처방(exercise prescription)
신체적 훈련에 의한 질환치료, 체력향상이나 건강증진을 꾀하는 경우에 기초가 되는 운동양식, 부하강도, 부하시간, 부하빈도 및 운동프로그램 진행속도 등을 대상자의 상황에 맞게 안전성과 유효성을 고려하여 주는 일련의 계획을 말한다. 처방 목적으로도 실시하지만 대상자의 연령, 성별, 운동능력과 습관 정도, 여러 가지 건강지표치 등 현재적·잠재적 건강 상황에 근거하여 개인별로 계획되는 것이 보통이다. 또한 대상자의 일상생활의 환경이나 기호 등의 인자도 고려되는 경우가 많다.
운동부하 검사(exercise test)
운동을 부하함으로써 심 기능과 폐 기능의 평가하고 이러한 질환의 진단과 중증도 판정을 행한다. 특히 허혈성 심질환일 때에 행하는 운동부하심전도시험에는 마스타 2단계 부하시험, 트레드밀, 작업계, 핸드글립 등의 방법이 있다. 안정시의 심전도에서는 이상소견이 없는 경우라도 운동부하시험을 하면 심근허혈을 나타내는 ST저하가 나타나는 수가 있어 허혈성 심질환의 진단에 이용된다.

## 관련 직업
가정의학 전문의,
스포츠의학전문가,
피트니스센터 개원,
의학 관련 연구원

## 주요 검사
스포츠의학의 주요 검사에는 예진을 포함하여 체성분 검사, 유연성/신체측정 검사, 체형분석 검사, 발란스 기능 검사, 근관절 기능 검사, 운동부하 검사, 요추부 근 기능 검사 등이 있다.

## 같이 보기
- 운동생리학
- 물리치료